# Mon
Et mon (紋) er et japansk emblem, der kan sammenlignes med det europæiske heraldiske våben. Mon forestiller ofte stærkt stiliserede planter eller dyr, er gerne runde, men har ikke faste farver. Mon har traditionelt været benyttet på klæder, møbler, flag og andre steder, hvor man har ønsket at tilkendegive ejer- eller loyalitetsforhold.
- Wikimedia Commons har flere filer relateret til Mon

| Heraldik | Spire Denne artikel om heraldik er en spire som bør udbygges. Du er velkommen til at hjælpe Wikipedia ved at udvide den. |